# Maalan Puntanen
Maalan Puntanen är en ö i Finland. Den ligger i sjön Kortteisen tekojärvi och i kommunen Siikalatva i den ekonomiska regionen  Haapavesi-Siikalatva ekonomiska region  och landskapet Norra Österbotten, i den centrala delen av landet, 400 km norr om huvudstaden Helsingfors. Öns area är 0,9 hektar och dess största längd är 170 meter i öst-västlig riktning.